# 中欧战略对话
中欧战略对话是中华人民共和国和欧盟之间的高层对话机制。2010年4月之前，历次中欧战略对话都是由欧盟轮值主席国副外长与中華人民共和國外交部副部长共同主持。之后，中欧战略对话升级。

## 战略对话
- 中国和欧盟首轮战略对话于2005年12月在伦敦举行。
- 第二轮战略对话于2006年6月在北京举行。
- 第三轮战略对话于2007年10月在里斯本举行。
- 中国和欧盟第四轮战略对话于2009年1月19日在北京举行。中国外交部副部长李辉与以欧盟轮值主席国捷克外交部第一副外长波亚尔为首的欧盟代表团出席。[1]

## 高级别战略对话
- 2010年9月1日，升级后的首次中欧战略对话在贵阳举行，中華人民共和國国务委员戴秉国和欧盟外交与安全政策高级代表兼欧盟委员会副主席凯瑟琳·阿什顿共同出席对话。[2]
- 2011年5月13日，第二轮中欧高级别战略对话在欧盟轮值主席国匈牙利首都布达佩斯举行，中国国务委员戴秉国和欧盟外交与安全政策高级代表兼欧盟委员会副主席凯瑟琳·阿什顿共同主持对话。[3]
- 2012年7月10日，第三轮中欧高级别战略对话在北京举行，国务委员戴秉国和欧盟外交与安全政策高级代表兼欧盟委员会副主席凯瑟琳·阿什顿共同主持。[4]